# Olivier Thill
Olivier Thill (Lussemburgo, 17 dicembre 1996) è un calciatore lussemburghese, centrocampista svincolato.

## Biografia
Olivier Thill è figlio dell'allenatore ed ex calciatore Serge Thill e fratello dei calciatori Vincent e Sébastien Thill.

## Carriera

### Club
Sin dall'inizio della carriera, Olivier Thill ha militato nel campionato lussemburghese, seguendo le orme del fratello Sébastien. Dopo aver iniziato la sua carriera al Rodange 91, nel 2015 si trasferisce al Progres Niedercorn, dove raggiunge il fratello Sébastien Thill.
Il 9 agosto 2018 va a segno nel terzo turno preliminare di Europa League perso per 2-1 contro l'Ufa. Poche settimane più tardi proprio l'Ufa lo compra, facendogli siglare un contratto di 4 anni.

### Nazionale
Ha giocato nella nazionale lussemburghese Under-21.
Ha esordito in nazionale maggiore il 31 agosto 2017, partendo titolare nella partita contro la Bielorussia durante le qualificazioni al campionato mondiale di calcio 2018.

## Statistiche

### Cronologia presenze e reti in nazionale
| Cronologia completa delle presenze e delle reti in nazionale ― Lussemburgo | Cronologia completa delle presenze e delle reti in nazionale ― Lussemburgo | Cronologia completa delle presenze e delle reti in nazionale ― Lussemburgo | Cronologia completa delle presenze e delle reti in nazionale ― Lussemburgo | Cronologia completa delle presenze e delle reti in nazionale ― Lussemburgo | Cronologia completa delle presenze e delle reti in nazionale ― Lussemburgo | Cronologia completa delle presenze e delle reti in nazionale ― Lussemburgo | Cronologia completa delle presenze e delle reti in nazionale ― Lussemburgo |
| Data                                                                       | Città                                                                      | In casa                                                                    | Risultato                                                                  | Ospiti                                                                     | Competizione                                                               | Reti                                                                       | Note                                                                       |
| -------------------------------------------------------------------------- | -------------------------------------------------------------------------- | -------------------------------------------------------------------------- | -------------------------------------------------------------------------- | -------------------------------------------------------------------------- | -------------------------------------------------------------------------- | -------------------------------------------------------------------------- | -------------------------------------------------------------------------- |
| 7-9-2021                                                                   | Lussemburgo                                                                | Lussemburgo                                                                | 1 – 1                                                                      | Qatar                                                                      | Amichevole                                                                 | -                                                                          |                                                                            |
| Totale                                                                     |                                                                            | Presenze                                                                   | 1                                                                          |                                                                            | Reti                                                                       | 0                                                                          |                                                                            |